# Claude Kirk
Claude Roy Kirk (San Bernardino, 7 gennaio 1926 – West Palm Beach, 28 settembre 2011) è stato un politico statunitense. Fu il 36º governatore della Florida dal 1967 al 1971.